# Sabri Fejzullahu
Sabri Fejzullahu (* 16. September 1943 in Podujeva
FVR Jugoslawien) ist ein albanischsprachiger Sänger und Schauspieler aus dem Kosovo.
Mit zahlreich verkauften Alben und Fernsehauftritten wurde er in Albanien, im Kosovo und in Nordmazedonien sehr bekannt. Sein Sohn, Ermal Fejzullahu, ist ebenfalls Sänger.

## Diskografie

### Singles (Auswahl)
- Moj E Mira E Diaspores
- Fshatarja Ime
- Goditje Ne Zemer
- Merma Shiun E Prishtines
- Kallma Cigarën (mit Adelina Ismajli)